# Марція Барея
Марція Барея (*Marcia Barea, 33 —100) — матрона часів Римської імперії, мати імператора Траяна.

## Життєпис
Походила з патриціанського роду Марціїв. Донька Квінта Марція Бареї Сури, сенатора та друга Веспасіана, й Антонії Фурнілли. Сестра Марції Фурнілли, дружини імператора Тита. Народилася у Римі. Приблизно у 48 або 49 році вийшла заміж за військовика Марка Ульпія Траяна, консула 70 року. Мала від нього сина та доньку.
Провела значну частину життя поряд з чоловіком у різних військових таборах та призначеннях у провінціях. Незабаром після отриманням її сином Траяном імператорської влади померла у 100 році. Того ж року Траян заснував на честь матері місто Колонія Марціана Траян Тамугад (сучасне м.Тімгад, Алжир).

## Родина
Чоловік — Марк Ульпій Траян, консул 70 року
Діти:
- Ульпія Марціана, дружина сенатора Гая Салонія Матідія Патруіна
- Марк Ульпій Траян, римський імператор з 98 до 117 року